# Dietrich von Stade (Diplomat)
Dietrich von Stade (* 3. Februar 1674 in Stade; † 6. Januar 1733 in Regensburg) war ein schwedischer Regierungsrat und Gesandter (1717–1733) am Immerwährenden Reichstag in Regensburg. Er wurde auf dem protestantischen Gesandtenfriedhof bei der Dreieinigkeitskirche bestattet.

## Leben
Dietrich von Stade wurde nach seinem Jura-Studium in Jena und nach Reisen durch Belgien und England zunächst bei der schwedischen Regierung im Herzogtum Bremen als Sekretär angestellt. Nach erfolgreicher Bewährung wurde er zunächst als Privat-Sekretär weiter beschäftigt und nach 1705 als Etat-Sekretär des Generalgouverneurs der Herzogtümer Bremen und Verden in der Stadt Stade, dem damaligen Sitz der schwedischen Regierung. Als schwedischer Regierungs- und Hofrat wurde Dietrich von Stade 1713 vom schwedischen König Karl XII. geadelt und als bevollmächtigter Gesandter des Königs von Schweden zum Immerwährenden Reichstag nach Regensburg entsandt. Dort bezog er mit seiner Familie eine Wohnung in der heutigen Gesandtenstraße. Am Reichstag vertrat der Gesandte neben Schweden, Bremen-Verden und Vorpommern auch Pfalz-Zweibrücken und Sachsen-Gotha-Altenburg.
Nach dem Tod seiner ersten Ehefrau Elisabeth von Borstel im Jahr 1712, heiratete er 1717 seine zweite Ehefrau Friderica Margareta Toepfer (* 1692), die am 30. Mai 1719 in Regensburg verstarb. Nach ihrem Tod wurde auch die zweite Ehefrau und  zwei verstorbene Söhne (Friedrich,† 1719 und Rudolf, † 1733) in einer Gruft auf dem Gesandtenfriedhof begraben, in der am 12. Januar 1733 auch der Gesandte selbst beerdigt wurde. Bekannt sind Lage und Inschrift der Grabplatte der zweiten Ehefrau Toepfer. Beides wurde 1758 dokumentiert bei einer Begehung des Friedhofs durch einen Mitarbeiter des städtischen Bauamtes.